# Лунка ла Тиса (Марамуреш)
Лунка ла Тиса (рум. Lunca la Tisa) насеље је у Румунији у округу Марамуреш у општини Бочикоју Маре. Oпштина се налази на надморској висини од 309 m.

## Становништво
Према подацима из 2002. године у насељу је живело 918 становника.

### Попис2002.
| Расподела становништва по националности 2002.‍ | Расподела становништва по националности 2002.‍ | Расподела становништва по националности 2002.‍ | Расподела становништва по националности 2002.‍ | Расподела становништва по националности 2002.‍ |
| --------------------------------------------- | --------------------------------------------- | --------------------------------------------- | --------------------------------------------- | --------------------------------------------- |
|                                               |                                               |                                               |                                               |                                               |
| Румуни                                        | Румуни                                        |                                               | 69                                            | 7,5%                                          |
| Мађари                                        | Мађари                                        |                                               | 5                                             | 0,5%                                          |
| Украјинци                                     | Украјинци                                     |                                               | 844                                           | 91,9%                                         |